# Demonax spinifer
Demonax spinifer là một loài bọ cánh cứng trong họ Cerambycidae.